# Moana (personagem)
Moana é uma personagem fictícia e o personagem-título que aparece no 56º filme de animação do Walt Disney Animation Studios de mesmo nome. Ela tem a voz original de Auli'i Cravalho. Na versão mais jovem da personagem, ela é desempenhada por Louise Bush. Ela é a décima segunda princesa na linha oficial da Disney Princesa.
Moana é a filha obstinada de um chefe de uma aldeia polinésia, escolhida pelo próprio oceano para reunir uma relíquia mística com a deusa Te Fiti. Quando uma praga atinge sua ilha, Moana zarpa em busca de Maui, um semideus lendário, na esperança de devolver a relíquia a Te Fiti e salvar seu povo.
A personagem recebeu uma recepção muito positiva da grande maioria dos críticos; o Variety a nomeou como uma princesa empoderada, enquanto o The New York Times disse que ela era uma heroína inspiradora e uma jovem inteligente, além de dizer que "tradição das princesas da Disney manteve seu charme à medida que mudou com o tempo".

## Desenvolvimento

### Origem
Em 2011, Ron Clements e John Musker (diretores de Moana), começaram a ler sobre a mitologia da polinésia e aprendeu sobre as façanhas heroicas do semideus Maui. Intrigado com a rica cultura da Polinésia, ele sentiu que seria um assunto adequado para um filme de animação. Pouco tempo depois, Musker e Clements escreveram um roteiro e o enviaram a John Lasseter, que recomendou que ambos fizessem pesquisas. Assim, em 2012, Clements e Musker fizeram pesquisas para Fiji, Samoa e Tahiti para conhecer as pessoas do Oceano Pacífico Sul e aprender sobre sua cultura. No começo, eles planejavam fazer o filme inteiramente sobre Maui, mas suas viagens iniciais de pesquisa inspiraram Clements a lançar uma nova ideia focada na filha jovem de um chefe.
Clements e Musker ficaram fascinados ao saber durante a pesquisa que o povo da Polinésia parou abruptamente de fazer viagens de longa distância há cerca de três mil anos. Suas tradições de navegação eram anteriores às dos exploradores europeus. Os povos nativos do Pacífico possuíam conhecimento do mundo e seu lugar antes da incursão de estrangeiros. Por exemplo, Kānaka Maoli (havaianos nativos) conheciam bem a existência de ilhas distantes, tinha nomes para esses lugares e estavam interessados em explorá-los para beneficiar suas sociedades. Essa herança de viagens foi possível graças a um sistema de conhecimento geográfico baseado na perspectiva individual e não no sistema europeu de direção cardinal. Os povos nativos do Pacífico retomaram a viagem novamente mil anos depois. Clements e Musker montaram o filme naquele momento, cerca de dois mil anos atrás, em uma ilha fictícia no Oceano Pacífico central, que se inspirou em elementos das nações insulares da vida real de Fiji, Samoa e Tonga.

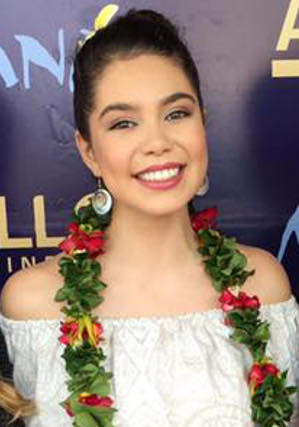
Auli'i Cravalho, a voz de Moana

Ao longo dos cinco anos necessários para desenvolver e produzir o filme, Clements e Musker recrutaram especialistas de todo o Pacífico Sul para formar um Oceanic Story Trust, que consultou a precisão e a sensibilidade cultural do filme à medida que a história evoluía em nove versões. O Trust respondeu negativamente, por exemplo, a uma cena proposta em que Moana fazia birra jogando cocos. Em resposta, a cena do coco foi desfeita.
Durante o painel da D23 Expo de 2015 para a lista de filmes animados da Disney, o sobrenome de Moana foi dado como "Waialiki", mas esse nome não foi mantido no filme final.
O primeiro rascunho do filme se concentrava em Moana como filha de uma família com "cinco ou seis irmãos", na qual o gênero entrou na história. No entanto, os irmãos e o tema baseado em gênero foram excluídos da história, pois os diretores pensavam que a jornada de Moana deveria ser encontrar-se. Um rascunho subsequente apresentou o pai de Moana como quem queria retomar a navegação, mas foi reescrito para que ele se opusesse à navegação, para que não ofuscasse Moana. Em vez disso, Pamela Ribon teve a ideia de uma personagem da avó para o filme, que serviria como um mentor ligando Moana às tradições antigas.

### Voz
Depois que os cineastas assistiram a audições de centenas de candidatas de todo o Pacífico, a caloura de 14 anos do ensino médio, Auliʻi Cravalho, foi escolhida como o personagem principal Moana. Naquele momento, o design do rosto e a personalidade de Moana já estava completo, e a óbvia semelhança física de Cravalho com sua personagem era simplesmente uma coincidência. Durante a produção da animação, os animadores da Disney conseguiram integrar alguns dos maneirismos de Cravalho no comportamento de Moana.

## Aparições

### Moana
Na ilha da polinésia de Motunui, os habitantes adoram a deusa Te Fiti, que trouxe vida ao oceano usando uma pedra de pounamu como coração e a fonte de seu poder. Maui, o semideus que muda de forma e o mestre da vela, rouba o coração para dar à humanidade o poder da criação. No entanto, Te Fiti se desintegra, e Maui é atacado por outro que busca o coração: Te Kā, um demônio vulcânico. Maui é arrancado do céu, perdendo seu anzol gigante mágico e o coração para as profundezas do mar.
Um milênio depois, o oceano escolhe Moana, filha do chefe Tui de Motunui, para devolver o coração a Te Fiti. Tui leva Moana embora, fazendo-a perder o coração. Tui e Sina, mãe de Moana, tentam mantê-la longe do oceano para prepará-la para a ascensão como chefe da ilha. Dezesseis anos depois, uma praga atinge a ilha, matando a vegetação e diminuindo a captura de peixes. Moana sugere ir além do recife da ilha para encontrar mais peixes e descobrir o que está acontecendo, mas Tui a proíbe. Moana tenta conquistar o recife, mas é dominado pelas marés e naufraga de volta a Motunui com Pua, o porco.
A avó de Moana, Tala, mostra a ela uma caverna secreta de navios, revelando que seu povo era viajante até Maui roubar o coração de Te Fiti; o oceano não estava mais seguro sem ele. Tala explica que a escuridão de Te Kā está envenenando a ilha, mas pode ser curada se Moana encontrar Maui e fazê-lo restaurar o coração de Te Fiti, que ela dá a Moana. Tala fica doente e, em seu leito de morte, diz a Moana que ela deve partir para encontrar Maui.
Navegando em um camakau da caverna, Moana é pega em um tufão e naufraga em uma ilha onde encontra Maui, que se orgulha de suas realizações. Ela exige que Maui devolva o coração, mas ele se recusa e a prende em uma caverna. Ela escapa e confronta Maui, que relutantemente a deixa no camakau. Eles são atacados por Kakamora - pequenos piratas com armaduras de coco - que buscam o coração, mas Moana e Maui são mais espertos que eles. Moana percebe que Maui não é mais um herói, pois roubou o coração e amaldiçoou o mundo, e o convence a se redimir retornando o coração. Maui primeiro precisa recuperar seu anzol mágico em Lalotai, o Reino dos Monstros, de Tamatoa, um gigante caranguejo de coco. Enquanto Moana distrai Tamatoa, Maui recupera seu gancho, mas descobre que não pode mais controlar sua mudança de forma. Ele é dominado por Tamatoa, mas o pensamento rápido de Moana permite que eles escapem com o gancho. Maui revela que sua primeira tatuagem foi conquistada quando seus pais mortais o rejeitaram. Após tranquilizar Moana, Maui ensina a arte de velejar, recuperando o controle de seus poderes, e os dois se aproximam.
Eles chegam à ilha de Te Fiti, apenas para serem atacados por Te Kā. Moana se recusa a voltar, resultando em danos no gancho de Maui. Não querendo perder o controle em outro confronto com Te Kā, Maui abandona Moana, que chorando pede ao oceano que encontre outra pessoa para restaurar o coração. O oceano aceita e pega o coração, mas o espírito de Tala aparece, inspirando Moana a encontrar seu verdadeiro chamado. Ela recupera o coração e navega de volta para enfrentar Te Kā. Maui retorna, tendo mudado de ideia, e compra tempo para Moana chegar a Te Fiti lutando com Te Kā, destruindo seu gancho no processo. Moana descobre que Te Fiti está desaparecido e percebe que Te Kā é Te Fiti, corrompido sem o coração. Moana diz ao oceano para abrir um caminho, permitindo que ela retorne o coração de Te Fiti, e a deusa restaurada cura o oceano e as ilhas da praga. Maui pede desculpas a Te Fiti, que restaura o gancho e dá a Moana um novo barco antes de cair em sono profundo e se tornar uma montanha.
Moana se despede de Maui, voltando para casa, onde se reúne com os pais. Ela assume seu papel de chefe e desbravadora, liderando seu povo ao retomar a navegação.

### Ralph Breaks the Internet
Moana aparece em Ralph Breaks the Internet, com Cravalho reprisando seu papel novamente. Ela aparece pela primeira vez cumprimentando alguns internautas do Oh My Disney, junto com as outras Princesas Disney. Logo depois quando Vanellope está fugindo dos Stormtroopers, ela acaba entrando numa sala reservada para as Princesas, e Moana está conversando com Anna e Elsa. Todas acham que ela é uma ameaça, e atacam ela, o que Moana faz com seu remo. Vanellope explica que ela também é uma princesa, e as princesas fazem várias perguntas para ela, até entenderem que ela realmente é uma princesa. Depois, elas ficam impressionadas com suas roupas e com a ajuda de Vanellope, elas ganham roupas novas. Moana veste uma blusa laranja com a inscrição "#SHINY" junto com a arte de Tamatoa e shorts brancos; junto com Ariel, ela também é vista descalça durante o filme. Elas então falam sobre como gostam de começar a cantar. Pocahontas diz que o que funciona é encontrar um pouco de água e encará-lo, onde Moana responde que canta com o oceano. Depois que o C-3PO diz às princesas para se prepararem para conhecer os participantes do teste, Merida se despede de Vanellope com algumas gírias, o que Moana diz que não a entende.
Moana também aparece mais tarde participando do resgate para salvar Ralph de cair do arranha-céu do Google, criando uma onda pela qual Ariel nada. Quando Ralph cai no colchão real usando o vestido de Branca de Neve, ele percebe as princesas depois que o príncipe Naveen o beija. Depois que as princesas dizem a Ralph que elas são amigas de Vanellope, Moana diz "De nada". Para a diversão de Yesss e Vanellope, Ralph diz que o vestido de Branca de Neve não é feito para um menino grande.

### Outras aparições
Em 16 de Novembro de 2016, Moana fez uma aparição não-anunciada no Walt Disney World Resort, gerando surpresa dos hospedes, já que o filme não havia sido lançado ainda. Logo depois, Moana foi transferida para o Disney's Hollywood Studios. No dia 18 de Novembro de 2016, Moana fez sua segunda aparição em um parque da Disney, na Disneyland Paris, após o desfile de Feliz Aniversário de Mickey Mouse. A partir do dia de 20 de Novembro, Moana ficou disponível para tirar fotos e conversar com as pessoas no Art of Disney Animation nos Walt Disney Studios Park. Moana também pode ser vista em Adventureland no Disneyland Resort, aonde ela está disponível para tirar fotos e conversar com as pessoas.
Moana ia ser lancada no Disney Infinity 3.0 como um personagem jogável, mas o vídeo-game acabou sendo cancelado.
Moana é apresentada como uma medalha de ouro de combate mágico de 5 estrelas, obtida para missões opcionais durante o jogo Kingdom Hearts Unchained χ. Além disso, uma fantasia de Moana aparece como um traje personalizável.
Em fevereiro de 2019, durante a Toy Fair, Moana apareceu em produtos da franquia Disney Princesa como bonecas e miniaturas apresentados pela Hasbro. Em 21 de março de 2019, Moana foi adicionada a linha oficial como décimo segundo membro, sendo então adicionada ao site da franquia.

## Recepção
Moana foi recebida de forma muito positiva pela maioria dos críticos. Peter Debruge do Variety disse que ela é "uma princesa empoderada da polinésia" e que "ela é uma das heroínas mais notáveis da Disney até o momento: em vez de esperar pelo príncipe (ou quem quer que seja) Moana assume o controle de seu próprio destino." A.O.Scott do The New York Times disse "A tradição das princesas da Disney manteve seu charme à medida que mudou com o tempo, ampliando seu quadro cultural de referência e permitindo que suas heroínas viajassem por caminhos diferentes daquele que levava diretamente ao matrimônio.", também completando "Moana é uma heroína inspiradora, uma jovem inteligente, corajosa, cujas aspirações individuais se alinham perfeitamente a uma missão maior e que salva o mundo. Ela também é uma autopromotora exuberante e atraente, cuja imagem proliferará em mochilas escolares e sob as árvores de Natal por muito tempo." Britton Peele do The Dallas Morning News disse "Moana é um excelente modelo para crianças pequenas, especialmente meninas. Ela é confiante e autossuficiente, se preocupa com o bem-estar dos outros e se mantém sozinha. Talvez o mais notável seja o fato de não haver nem uma pequena sugestão de romance ou interesse amoroso." Justin Chang do Los Angeles Times falou que "Moana pondera as incertezas do futuro, questionando sua capacidade de arcar com seu poderoso destino. Para o espectador, pelo menos, essa habilidade nunca está em dúvida, o que é um testemunho da força do personagem". Nick De Semlyen do Empire comparou Moana com Elsa de Frozen: Uma Aventura Congelante, também levantando o fato de ela não ter um relacionamento amoroso. Anthony Ray Bench em sua resenha para o Film Threat disse que "apenas que o enredo dela é muito familiar; As Princesas da Disney, desafiando os desejos de seus pais em fazer uma jornada de autodescoberta, são um conceito extremamente familiar", considerando que a personagem não trazia nada de novo. Michael Cavna do The Washington Post disse que "Moana não é sua princesa típica da Disney. Ela é uma heroína de ação."